# Церква Святого Івана Предтечі (Сухий)
Церква Святого Івана Предтечі (Святого Івана Хрестителя) — дерев'яний храм XVIII ст. в селі Сухому Великоберезнянського району Закарпатської області, пам'ятка архітектури національного значення (охоронний номер 070021). Збудована в 1769 році.

## Історія
Село Сухий (Суха) засноване у XV—XVI ст. Перша згадка про церкву в селі датована 1631 роком. Згідно з Ужгородською унією 1646 року церква була греко-католицькою. Перша церква згоріла. І в 1769 році була збудована нова. До неї перенесли іконостас 1679 року, намальований малярами Іваном Щирецьким з Перемишля та Іваном Вишенським з Судової Вишні.
У другій половині XVIII ст. церква перейшла в підпорядкування парохії в Тихій, як філійна. Парох управляв двома церквами як єдиним цілим.
У XIX ст. в церкві проводили поточні ремонти, під час одного з яких були замінені ікони на пределах іконостасу новими.
Наприкінці XIX ст. була зведена нова окрема дзвіниця.
У 1946 році церкву примусово перевели в підпорядкування Російської православної церкви.
У 1963 році церква включена до переліку пам'яток архітектури національного значення (№ 198).
Перед 1975 роком піддашшя церкви покрили гофрованою бляхою. У 1991 році всі дахи та стіни надопасання покриті гофрованою бляхою, а стіни підопасання і випусти оббили дрібними дощечками.
У 1995 році церква всередині була оббита картоном та розмальована олійними фарбами.
У 2004 році згоріла дзвіниця і в цьому ж році поставлена нова, одноярусна.
У 2018 році включена до Державного реєстру нерухомих пам'яток України (№ 070021) як пам'ятка архітектури національного значення.
Весь час свого існування церква була чинною. Нині церква знаходиться в державній власності, перебуває в користуванні громади УПЦ (МП).

## Складові пам'ятки
- церква (1769)
- дерев'яна дзвіниця (2004)
- брама головного входу на церковне подвір'я
- кам'яний хрест (1912)

## Опис пам'ятки
Церква розташована у старому центрі села, який змістився на північний край завдяки його розбудові. Церква стоїть на схилі пагорба і є архітектурною домінантою старої частини села. Село розташоване недалеко від Ужоцького перевалу в широкій долині лівої притоки ріки Уж; ландшафт — гірський. Церква стоїть на схилі пагорба в оточенні старих могутніх дерев. Поруч із церквою — цвинтар.
Габаритні розміри церкви: 15,7×4,86 м.
Церква орієнтована по осі захід — схід. Дерев'яна, тризрубна, триверха, зведена зі смерекових брусів. Стіни зрубів мають значний нахил до середини. Домінуючий центральний зруб має форму пом'якшеного квадрату. Менші зруби бабинця та вівтаря, трохи різні, також мають форму пом'якшених квадратів. Верхи над навою і вівтарем чотирибічні пірамідальні з двома заломами. Над бабинцем здіймається ярус давньої дзвіниці, вкритий також пірамідальним наметовим дахом. Маківки трьох верхів на сліпих ліхтарях покриті стіжками, які часто зустрічаємо на димниках карпатських хат. Церкву оперізує піддашшя, сперте на профільовані випусти вінців зрубів. Вікна — прямокутні: два — в південній стіні, одне — в північній стіні нави надопасання і по одному у східній та південній стінах вівтаря на двох ярусах. Вікна прикриті пласкими дашками. Верхи піддашшя та стіни надопасання покриті гофрованою бляхою, стіни підопасання оббиті дощечками. В інтер'єрі верхи нави й вівтаря відкриті до ліхтарів і стягнуті сволоками. У бабинці на пласкому перекритті влаштовані хори з виходом у центральний зруб. На хори ведуть сходи, влаштовані у північно-західному куті нави. Нава об'єднана з бабинцем арковим прорізом з лишками в нижній частині. Підлога вистелена з плит пісковику.
Церква збудована з м'яких шпилькових (смерека) порід дерева. Своїм планом і об'ємно-просторовим вирішенням аналогічна до пам'яток бойківського типу в селах Ужок, Вишка, Кострина.
З південно-західного боку від церкви, на схилі пагорба стоїть дерев'яна двоярусна, квадратна в плані дзвіниця, вкрита наметовим
дахом.
Пам'ятка — оригінальний зразок дерев'яної церкви бойківського типу.
Церква зберегла архітектурно-конструктивну структуру, унікальний іконостас 1679 року, 1703 року та окремі ікони XVII—XVIII ст. У результаті проведених ремонтних робіт набула дисонуючих елементів, які спотворили вигляд пам'ятки, а також загрожують руйнації церкви: покрівля піддашшя, дахів та стін з гофрованої бляхи, картонні плити ДСП на стінах в інтер'єрі, бетонний підмурівок та закриті продухи.

### Твори мистецтва
У церкві є іконостас 1679—1703 років, ікони: «Антоній та Теодосій Печерські» (1679), «Жертвоприношення Авраама» (1679, реставрована в 2000-х роках), «Перенесення мощів св. Миколи з Мир Лікійських до Бару» (1679), «Усічення голови св. Івана Хрестителя» (1679), «Розп'яття» (1678), «Св. Архангел Михаїл», (кін. XVII ст.), Ікона «Св. Миколай» (поч. XVII ст.), «Страсті Христові» та «Страшний суд» (XVIII ст.), вівтар, два бічні вівтарі (Покрови Пресвятої Богородиці та Вознесіння), жертовник.
Стародруки: «Євангеліє» львівського друку (1670), «Октоїх» (1649), «Тріодіон» друкарні Михаїла Сльозки (1617), «Місяцеслов» (XVII ст.)